# Xantholobus hirsutus
Xantholobus hirsutus är en insektsart som beskrevs av Ball. Xantholobus hirsutus ingår i släktet Xantholobus och familjen hornstritar. Inga underarter finns listade i Catalogue of Life.